# Sơn Tây
Sơn Tây (kiejtéseⓘ) egy kerületszintű város (úgynevezett „thị xã”) Hanoiban, Vietnám fővárosában; annak nyugati kapuja. Egykor az azonos nevű tartomány székhelye volt, annak Hà Đông tartománnyal történt 1965-ös összevonásáig Hà Tây tartomány néven. 2008. augusztus 1-én vált Hanoi kerületévé. 2009. május 8-án kormányhatározattal városi rangot kapott, de maradt a főváros közigazgatási irányítása alatt.
Sơn Tây elővárosként is megőrizte a régió gazdasági, kulturális és társadalmi központja szerepét. 15 kisebb közigazgatási egységre tagozódik (9 városnegyed, 6 község), teljes területe 113,5 km², lakossága mintegy 146 856 fő (2019). Számos közintézmény, vállalkozás, kórház, iskola települési helye. Gyakran nevezik „katonavárosnak” is a települést körülvevő laktanyák és katonai intézmények, köztük a Vietnámi Néphadsereg gyalogsági, légierő és légvédelmi, logisztikai akadémiái, vagy a Vietnámi Katonai Orvostudományi Egyetem campusa miatt.

## Fekvése
Sơn Tây Hanoi városközpontjától mintegy 35 km-re északnyugatra, a Vörös-folyó és a 32-es főút mentén található. Keleten a Phúc Thọ kerülettel, délen a Thạch Thất kerülettel, nyugaton a Ba Vì kerülettel, míg északon a Vĩnh Phúc tartománybeli Vĩnh Tường kerülettel határos, ahol a Vörös-folyó képezi a természetes határt.

## Története
Sơn Tây helyén ősidőktől fogva léteztek falvak, ezt bizonyítják Đường Lâm falu laterittéglából épült ősi épületei és templomai. Đường Lâmot már a 8. században emlegették a Phùng Hưng vezette felkelés kapcsán. 898-ban Đường Lâmban született Ngô Quyền vietnámi parancsnok, aki a Bạch Đằng folyón legyőzte a kínai csapatokat (938), és ezzel véget vetett a közel ezer éves kínai uralomnak a Vörös-folyó deltájában. Sơn Tây ősi eredetének másik bizonyítéka a Và templom (más néven Đông Cung templom), amelyet Tản Viênnek – a „négy halhatatlan istenség” egyikének – szenteltek, aki a vietnámi mitológiában a Ba Vì-hegység védőszentje. A Và templom egy vasfákkal borított dombon található Vân Giã faluban.
Az írásos emlékek először 1469-ben említik a települést Sơn Tây Thừa Tuyên néven. A 17. században Sơn Tây már a selyemipar jól ismert központja volt. Feljegyezték, hogy akkoriban áradások és földcsuszamlások miatt a város egy részét át kellett telepíteni.
1822-ben, Minh Mạng császár uralkodása idején épült a Sơn Tây erőd Tonkin tartomány székhelyének nyugati védelmére.
Itt zajlott le 1883. december 11. és december 17. között a francia gyarmatosítók és a fekete zászlós sereg, a Kína által felfegyverzett annami irreguláris segédcsapatok közötti csata a tonkini hadjárat során. A francia expedíciós erők december 16-án bevették a fellegvárat.
Ugyancsak Sơn Tây volt a helyszíne a vietnámi háború idején az Amerikai Egyesült Államok különleges műveleti erői és más katonai egységek által végrehajtott Ivory Coast műveletnek, amelynek célja 61 amerikai hadifogoly kiszabadítása volt a város melletti táborból. Az 1970. november 21-én repülőgépekkel és helikopterekkel végrehajtott nagyszabású vállalkozás sikertelen volt, mivel a foglyokat korábban átszállították egy másik táborba.

## Magyar vonatkozás
1977-ben a magyar-vietnámi barátság jegyében Magyarország létrehozott a városban egy műszaki iskolát, ahol 1000 gépész- és elektrotechnikai szakmunkás képzése folyt. Az intézményt 1988-ban technikusi végzettséget adó középiskolává fejlesztették, 2500 tanulóval és további szakokkal. 2005-ben ipari főiskola lett, majd 2010-ben egyetemi rangra emelték, Viet-Hung Ipari Egyetem elnevezéssel. A háromszori felminősítés ellenére a köznyelvben megőrizte a Viet-Hung Iskola nevet. Az egyetem jó kapcsolatokat ápol a budapesti Zsigmond Király Egyetemmel, illetve jogutódjával a Milton Friedman Egyetemmel.
2013-ban Hanoi Sơn Tây kerülete felvette a kapcsolatot Budapest III. kerülete önkormányzatával a két kerület közötti testvérvárosi kapcsolat létesítése végett.

## Fotógaléria

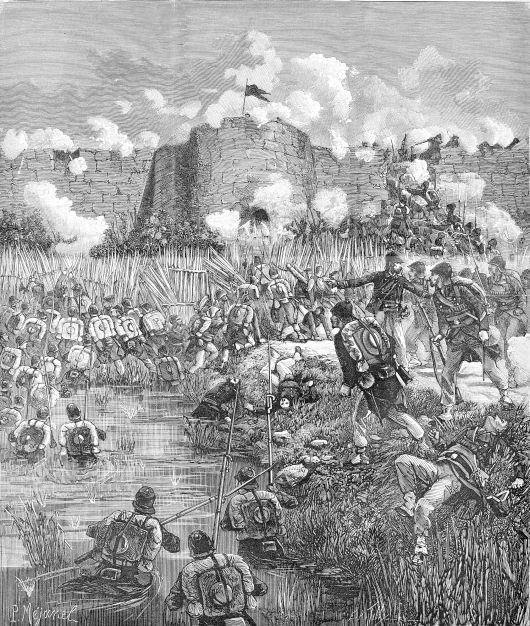
Ahogy a művész látta Sơn Tây ostromát (1883)
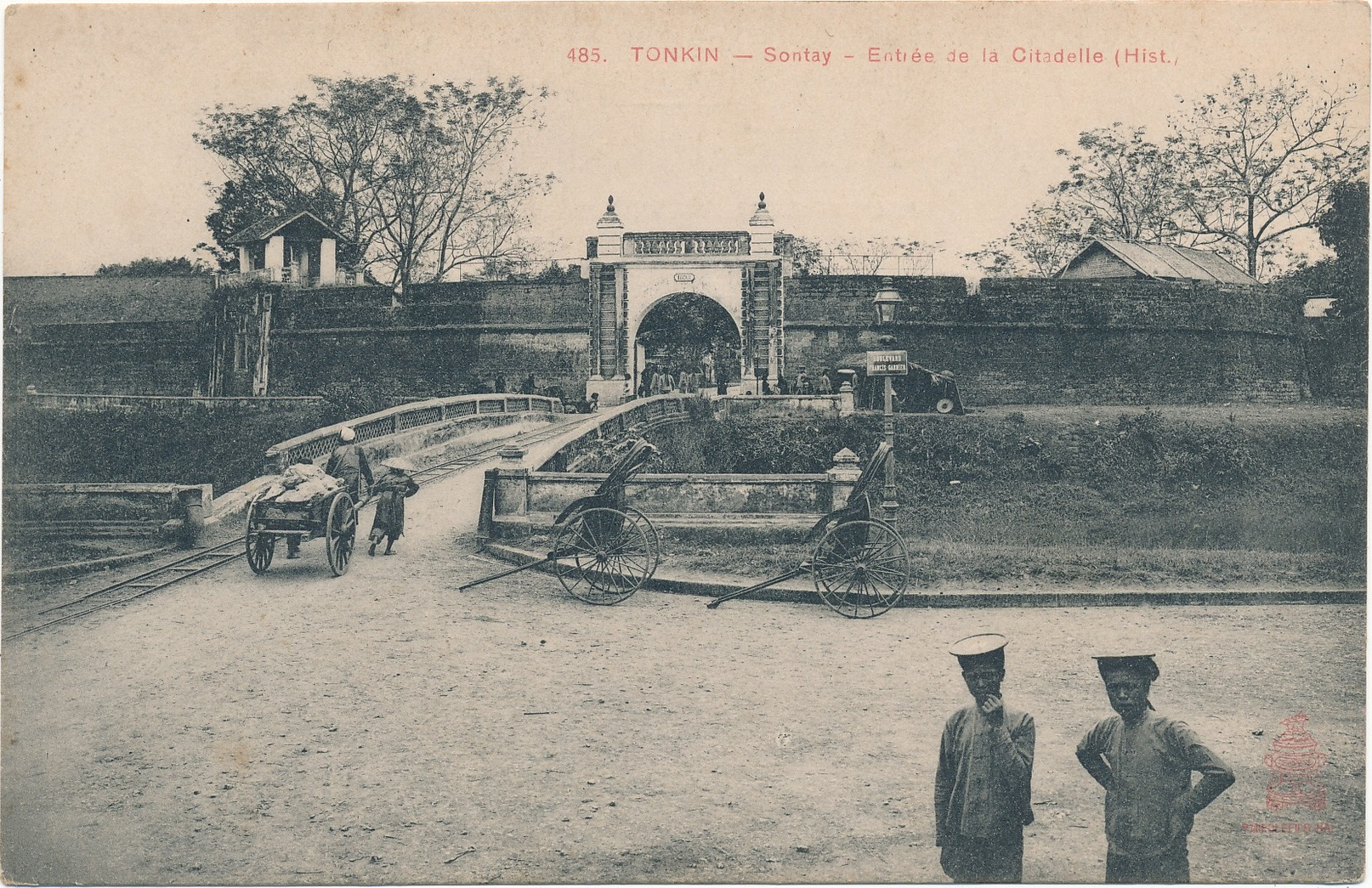
A fellegvár déli kapuja
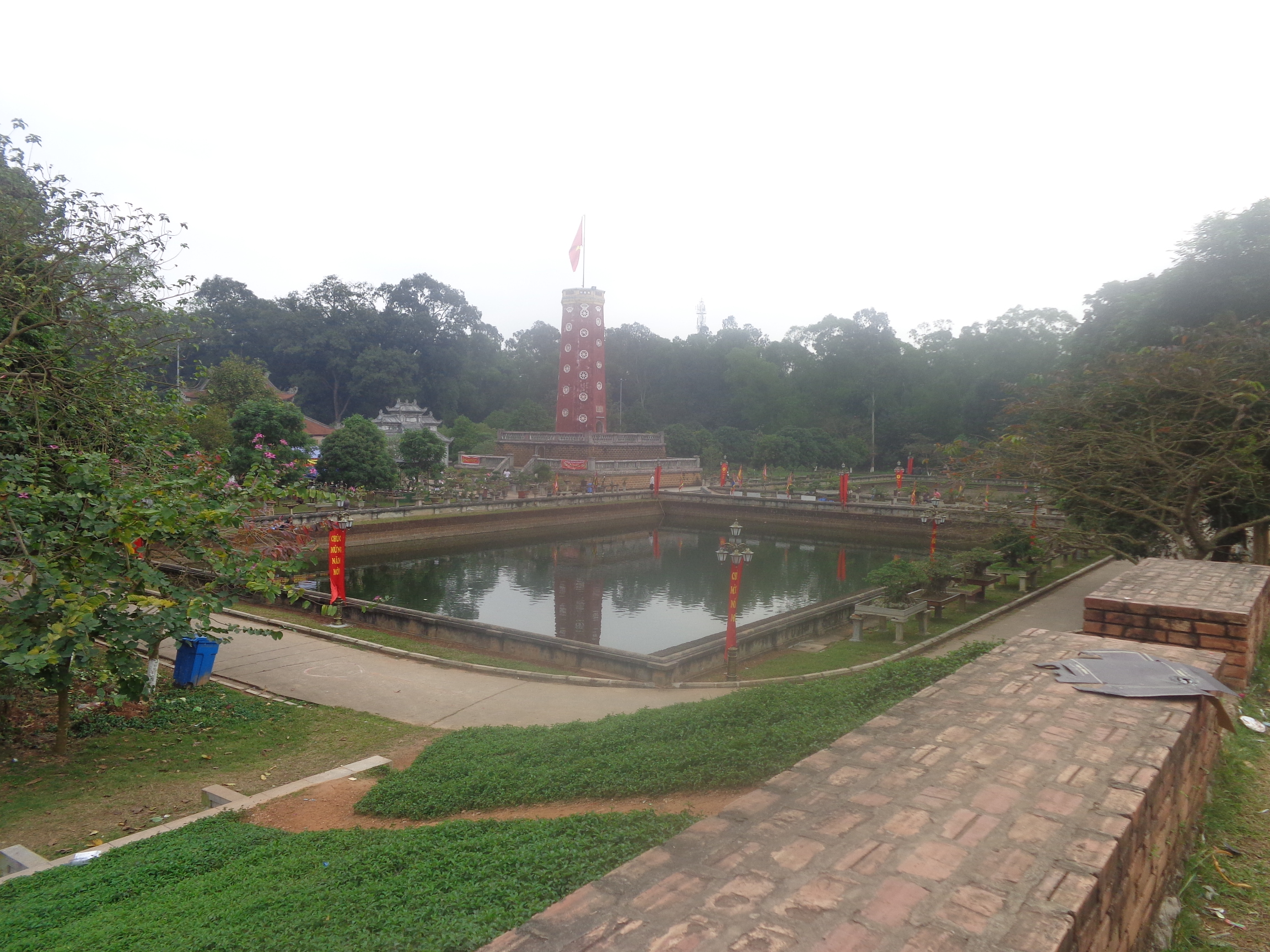
A fellegvárban
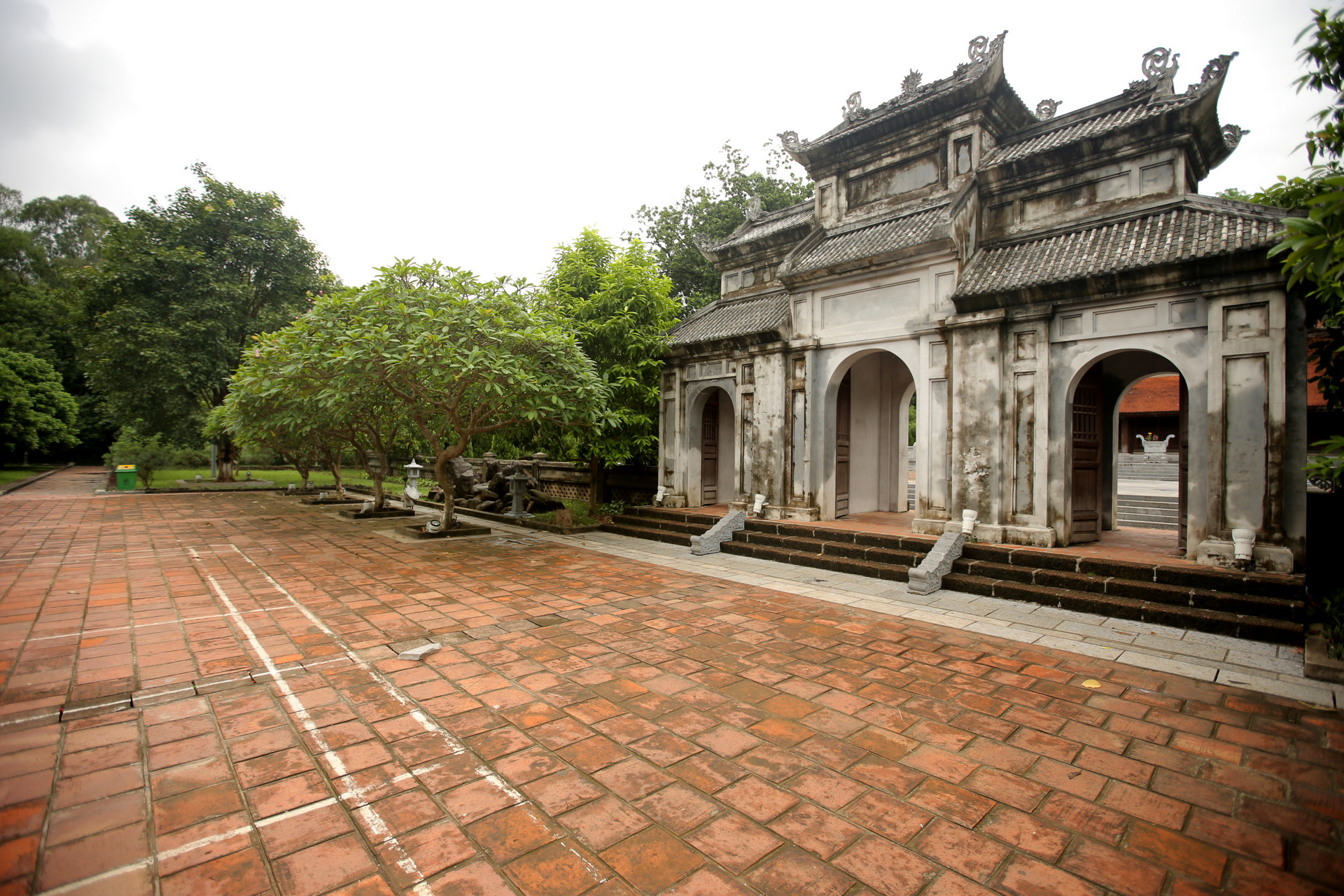
A fellegvár részlete
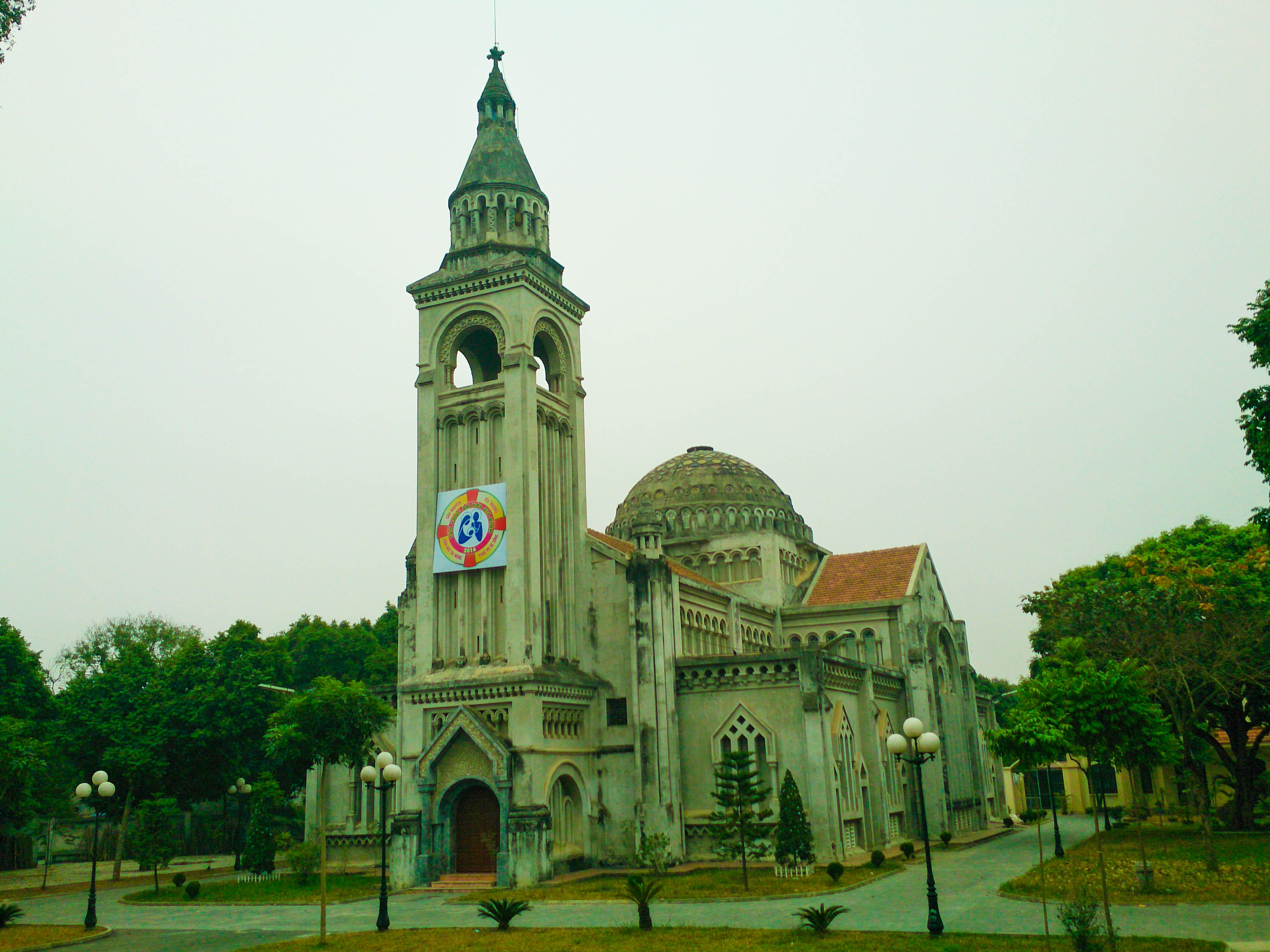
A Tong templom
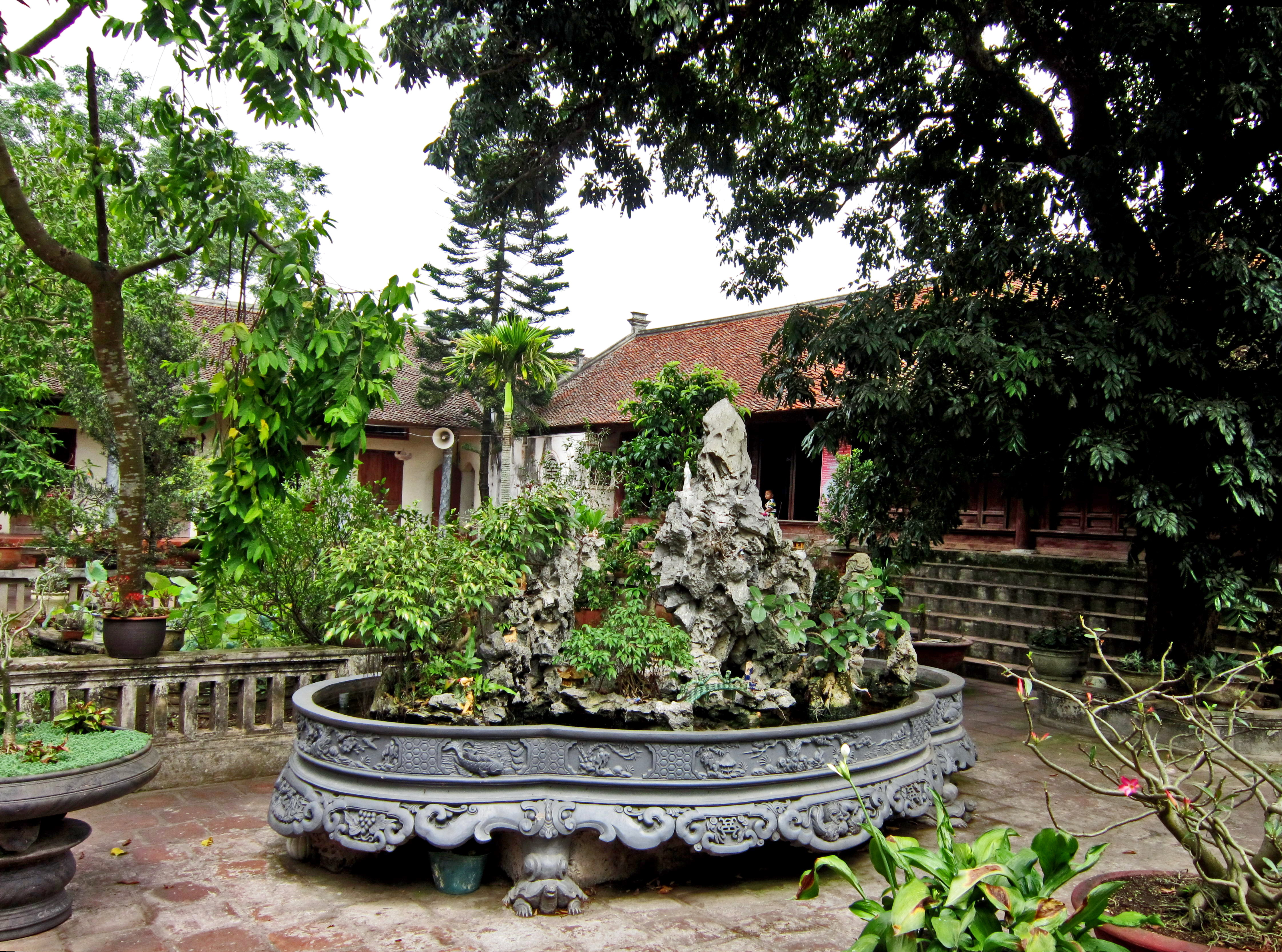
A Mía pagoda
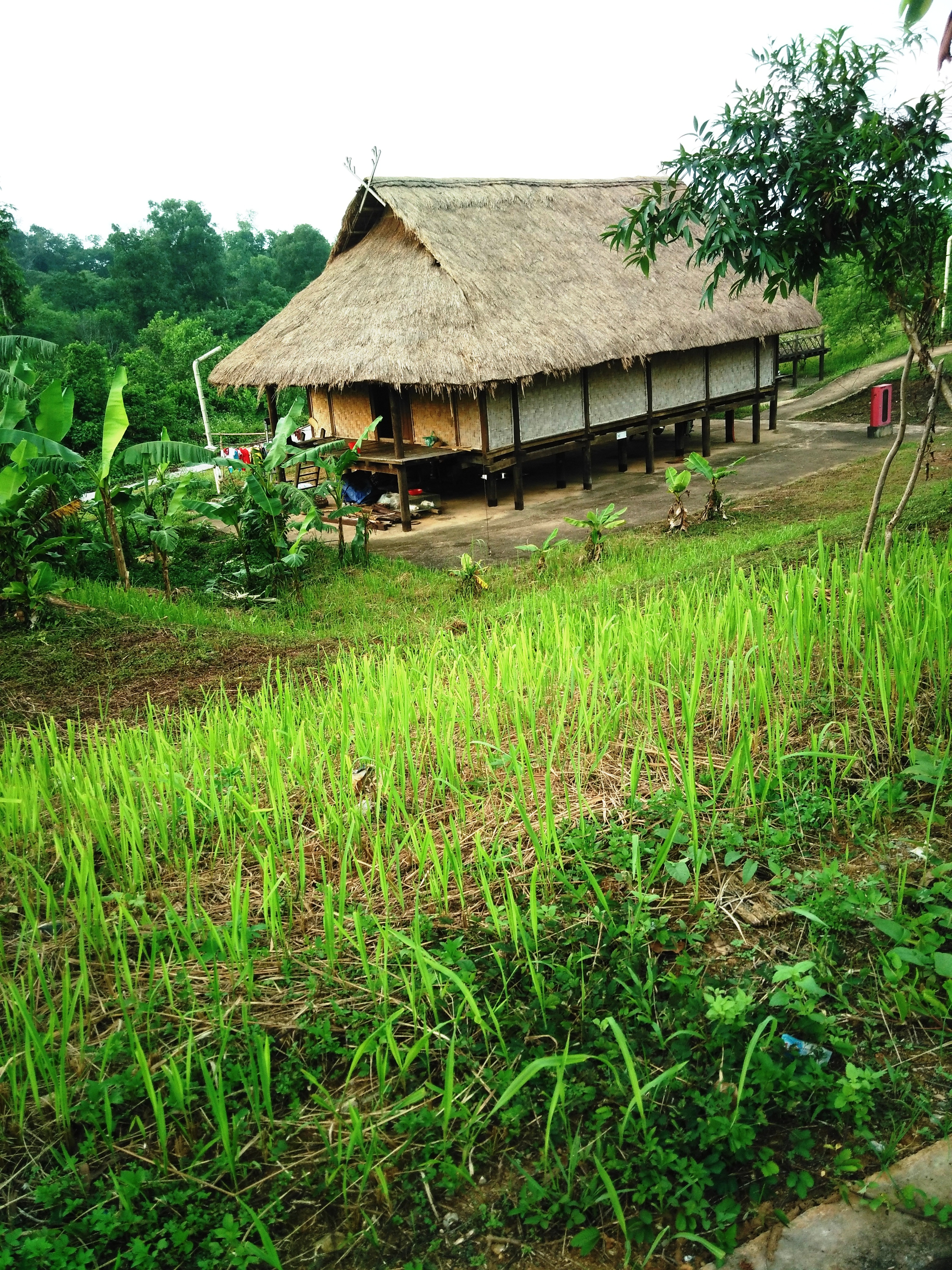
Az etnikumok építészetét bemutató skanzenben